# Запрудный (Новосибирская область)
Запру́дный — посёлок в Черепановском районе Новосибирской области. Входит в состав городского поселения рабочий посёлок Посевная.

## География
Площадь посёлка — 5 гектаров.

## История
В 1965 году указом Президиума Верховного Совета РСФСР посёлок фермы №5 Посевинского совхоза переименован в Запрудный.

## Население
| 2002 | 2007 | 2010 |
| ---- | ---- | ---- |
| 165  | ↘134 | ↘118 |

## Инфраструктура
В посёлке по данным на 2007 год отсутствует социальная инфраструктура.